# عبدو الديري
عبدو علي حمدان الديري (1935 - ) هو ضابط بحري رتبته لواء، وسياسي سوري بعثي، كان رئيساً لهيئة الأركان البحرية السورية، وكان في آذار سنة 1965 عضواً منتخَباً في المكتب العسكري للقيادة القطرية في حزب البعث بسوريا، وعُيّنَ ملحقاً عسكريا لسورية في موسكو والأرجنتين ورئيسا للبعثة الدبلوماسية السورية في إيران عام 1968م، هاجرَ إلى العراق بعد سيطرة البعثيين على العراق في انقلاب 17 تموز 1968، والتحق بالقوة البحرية العراقية ثم عُيّنَ قائداً للدفاع الساحلي والقوة البحرية، ويُعد هو المؤسس الفعلي للقوة البحرية العراقية بعد أن كانت تجهيزاتها لا تكفي لحماية البحر الإقليمي العراقي بالخليج العربي والدفاع عنه، تقاعد من العسكرية بالعراق سنة 1978م، ثم عُيّن في وزارة الخارجية العراقية وبُعثَ سفيراً للعراق في غينيا في شهر أيلول سنة 1988، وسفيراً في سريلانكا وكندا والبرتغال وسويسرا سنة 1990، وبُعث مع السلك الدبلوماسي العراقي في الولايات المتحدة الأمريكية حيث أكمل خدمته الدبلوماسية وأقام هناك منذ سنة 1991. وُصفَ عبدو الديري في سنة 2006 أنه الأب الروحي للمجلس الوطني السوري، له كتاب اسمه (أيام مع القدر)، نُشر سنة 2007، احتوى على جزأين، الأول لسورية، عنوانه "السلطة الغاشمة" والجزء الثاني للعراق عنوانه "جمهورية الفساد والاستبداد"، ذكرَ رأيَهُ في نظام الحكم في الدولتين فقال "أكتب بقناعتي أنّ فكر حزب البعث، الفكر القومي التقدمي الوحدوي كان ضحية ممارسة خاطئة في 8 آذار 1963 في سورية وفي 17 تموز 1968 في العراق..انتهت في سورية بعد 23 شباط 1966 إلى حكم طائفي ثم إلى حكم فرد مستبد بعد سنة، وفي العراق بعد سنة 1979 إلى حكم العشيرة بل إلى حكم الفرد أيضا، وفي كلتا الحالتين ظلّت شعارات حزب البعث هي الغطاء والمظلة المخروقة التي استظل بها هؤلاء الحكام".

## نشأته وأسرته
الديري من أهل مدينة الشيخ مسكين في محافظة درعا السورية، سكن في سهل حوران ونشأ فيه، درس الابتدائية والاعدادية في مدينة درعا، ودرس الثانوية في مدرسة ابن خلدون بدمشق ثم التحق بالكلية البحرية في مصر، وحصل على شهادة الماجستير في علوم أعالي البحار من إحدى جامعات موسكو، زوجتُه ابنة الضباط السوري تركي الرفاعي، وله خمسة أولاد، سلمى، وفراس، وحسام، ونسرين وسوزان.